# Anisodes microsticta
Anisodes microsticta är en fjärilsart som beskrevs av Turner 1918. Anisodes microsticta ingår i släktet Anisodes och familjen mätare. Inga underarter finns listade i Catalogue of Life.